# Heliornis americà
L'heliornis americà(Heliornis fulica) és una espècie d'ocell de la família dels heliornítids (Heliornithidae), i única espècie del gènere Heliornis Bonnaterre 1791.

## Hàbitat i distribució
Habita corrents fluvials de la selva a la zona Neotropical, des de l'est de Mèxic, a través d'Amèrica Central i del Sud, fins a l'oest del Perú i per les conques de l'Orinoco i Amazones fins al sud del Brasil, el Paraguai i nord-est de l'Argentina.